# Coscinida novemnotata
Coscinida novemnotata là một loài nhện trong họ Theridiidae.
Loài này thuộc chi Coscinida. Coscinida novemnotata được Eugène Simon miêu tả năm 1895.